# Гридасов, Дмитрий Матвеевич
Гридасов Дмитрий Матвеевич (1916—1989) — председатель (март 1959 — июль 1982) исполкома Сталинского областного совета депутатов трудящихся. Депутат Верховного Совета СССР 5-7-го созывов. Депутат Верховного Совета СССР 8-10-го созывов. Член ЦК КПУ в 1960—1986 г.

## Биография
Родился в с. Гридасово (ныне — Солнцевского района Курской области) в семье крестьянина.
В 1934—1936 годах был грузчиком, 1938 года — десятником, а с 1938 до 1939 года был нормировщиком транспортного цеха Константиновского химического завода Сталинской области. В течение марта-июля 1939 года — помощник начальника транспортного цеха этого же завода.
С июля до сентября 1939 года был избран секретарем заводского комитета комсомола, а в сентябре 1939-октябре 1941 года — первым секретарем Константиновского райкома ЛКСМУ. В течение 1941—1943 годов был секретарем Аткарского райкома ВЛКСМ Саратовской области, заместителем начальника политотдела Аткарской МТС, председателем колхоза «Пролетарий» Аткарского района.
В 1943 году после освобождения Донбасса, вернулся в Константиновский район и работал заведующим организационно-инструкторского отдела, секретарем по кадрам и вторым секретарем Константиновского райкома КП(б)У. В течение 1947—1950 годов был слушателем Высшей партийной школы при ЦК КП(б)У, г. Киев.
С августа 1950 по август 1952 года — первый секретарь Енакиевского райкома КП(б)У, с августа 1952 до февраля 1956 года — первый секретарь Енакиевского горкома КПУ. В феврале 1956-марте 1959 года — на должности первого заместителя председателя Сталинского облисполкома.
В 1966 году окончил обучение в Киевском институте народного хозяйства. В период с марта 1959 по июль 1982 года был председателем исполкома Сталинской (с 9 ноября 1961 года — Донецкой) облсовета. С января 1963 по декабрь 1964 года возглавлял исполком Донецкого промышленного областного совета.
Избирался членом ЦК КПУ на XXI—XXIV съездах. Депутат ІІІ-ХІ созывов Сталинского (Донецкого) облсовета, депутат Совета Союза Верховного Совета СССР 8-го созыва от Донецкой области (1970—1974) и Совета Национальностей Верховного Совета СССР 9-го и 10-го созывов (1974—1984) от Украинской ССР.

## Избранные труды
- Гридасов Д. М. В согласии с природой. — Донецк: Донбасс, 1988. — 117 с. — (Охрана окружающей среды).
- Гридасов Д. Не за семь, а за пять. — Сталино: Кн. изд-во, 1959. — 125 с.
- Гридасов Д. М. Слово о земле. — Донецк: Донбасс, 1974. — 136 с.: ил.

## Награды
Награждён двумя орденами Ленина, орденом Октябрьской революции, двумя орденами Трудового Красного Знамени, 10 медалями, Почетными Грамотами Президиума Верховного Совета УССР.